# Calonotos tripunctatus
Calonotos tripunctatus là một loài bướm đêm thuộc phân họ Arctiinae, họ Erebidae.